# Liste der Autobahnen in Bulgarien

Das aktuelle bulgarische Autobahnnetz

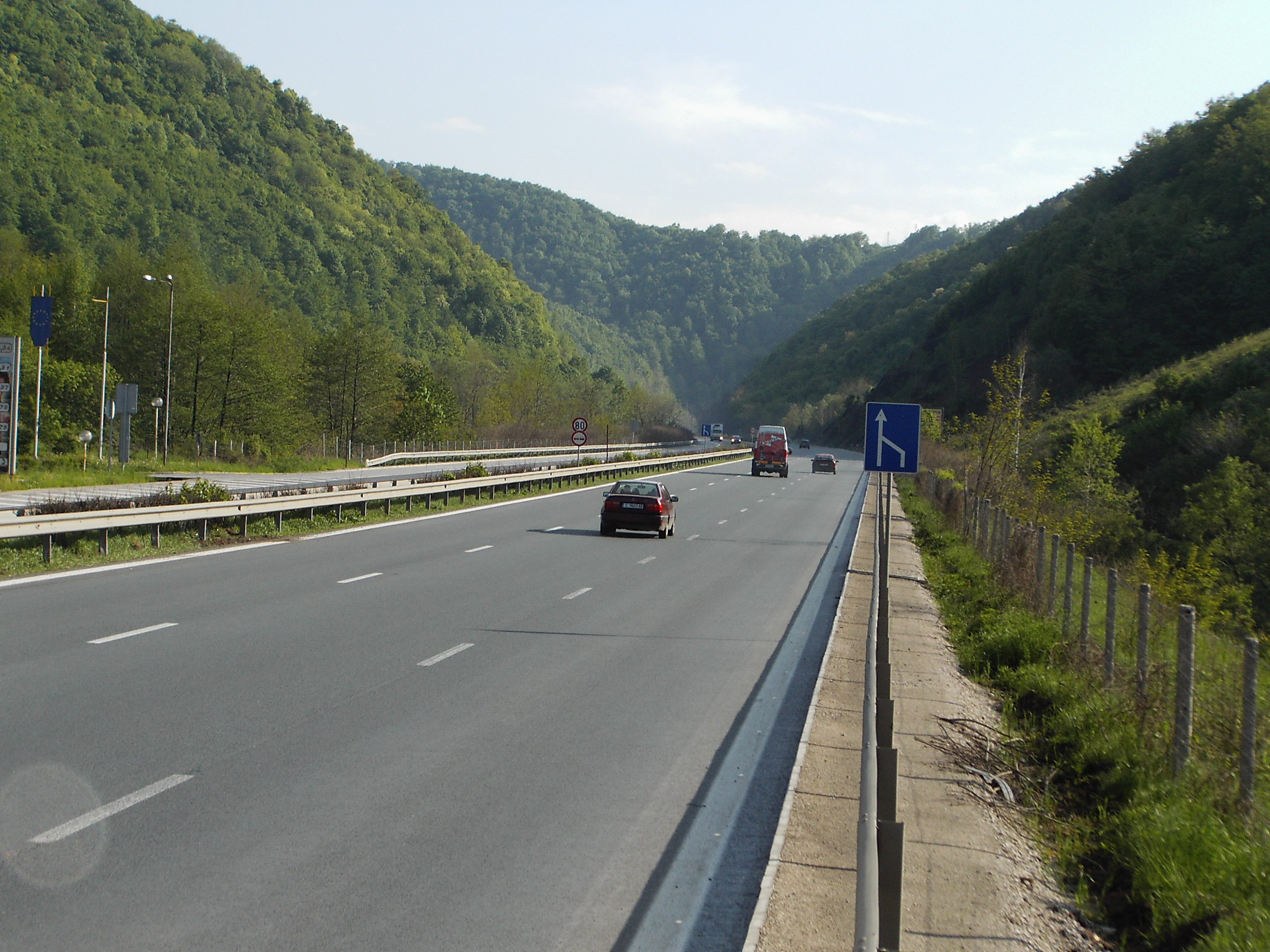
Autobahn Hemus

Diese Liste der Autobahnen in Bulgarien gibt einen Überblick über das Autobahnnetz in Bulgarien.
Die derzeitige Gesamtlänge aller Autobahnen (bulgarisch: Автомагистрали; singular Автомагистрала) beträgt 830 km. Zusätzlich befinden sich 135 Autobahnkilometer im Bau. Das geplante Autobahnnetz, das aus sieben Verbindungen aufgebaut ist, soll über 1450 km lang werden. Die gesetzlich vorgegebene Höchstgeschwindigkeit liegt bei 140 km/h.

## Maut
Für das komplette Autobahnnetz wird in Bulgarien Maut in Form einer elektronischen Vignette erhoben. Die Kosten für eine Jahresvignette betragen derzeit (2020) 97 Lewa (50 Euro), für die Monatsvignette 30 Lewa (15 Euro) und für die Wochenvignette 15 Lewa (8 Euro). Die Vignette ist entweder online mit Banküberweisung oder Kreditkarte oder vor Ort bei Selbstbedienungsautomaten mit Kreditkarte oder an Kassen mit der nationalen Währung erwerbbar.

## Geschichte

Autobahnbau in Bulgarien zwischen 1995 und 2015.

1944 gab es in Bulgarien eine einzige gepflasterte Landstraße, sie verband die Hauptstadt Sofia mit der zweitgrößten Stadt Plowdiw.
Im Jahr 2008 gab es in Bulgarien ca. 476 km Autobahnen. Bulgarien war im Jahr 2008 neben Polen und Rumänien unter den EU-Staaten, die über keine einzige fertig gebaute Autobahn verfügten. 2011 wurde die komplette Awtomagistrala „Ljulin“ mit einer Länge von 19 Kilometern fertiggestellt und eröffnet. 2013 wurde auch die komplette Awtomagistrala „Trakija“ fertiggestellt.

## Zukunft
Die Fertigstellung der Autobahn zur griechischen Grenze sollte nach ursprünglichen Planungen bis 2023 erfolgen, die Fristen wurden aber nicht eingehalten. Die Baukosten für diese Autobahn werden zu 80 % von Strukturprogrammen der Europäischen Union getragen. Es laufen auch Ausschreibungen für den Bau von insgesamt 68 km der Autobahn Hemus durch Nordbulgarien, es wird eine Finanzierung durch Kredite erwogen, Baubeginn war 2019, Eröffnung der ersten fertigen Strecken war 2022, auch hier liegt eine Verzögerung beim Bau vor und die Fristen wurden deutlich überschritten. Der Baubeginn der ersten 16 Kilometer der Autobahn zwischen der serbischen Grenze und Sofia war 2020, die Eröffnung der kompletten Strecke war für 2021 geplant. Dagegen ist ein Weiterbau der Autobahn entlang der Schwarzmeerküste mangels Finanzierung mittelfristig nicht zu erwarten. Insgesamt beläuft sich die geplante Autobahnstrecke auf rund 1500 Kilometer. Die Gesamtkosten werden auf 3,3 Milliarden Euro geschätzt.

## Liste der Autobahnen in Bulgarien
| Nummer      | Bezeichnung                              | Verlauf                                                                                       | Gesamtlänge | km in Betrieb | km im Bau | km Projekt | km geplant | fertig  | letzte Streckeneröffnung |
| ----------- | ---------------------------------------- | --------------------------------------------------------------------------------------------- | ----------- | ------------- | --------- | ---------- | ---------- | ------- | ------------------------ |
|             | Trakija (bulg. für Thrakien)             | Sofia – Plowdiw – Stara Sagora – Jambol – Burgas                                              | 360 km      | 360           | 0         | 0          | 0          | 100 %   | in Betrieb seit 2013     |
|             | Hemus (antiker Name für Balkangebirge)   | Sofia – Botewgrad – Weliko Tarnowo – Schumen – Warna                                          | 427 km      | 166           | 118,1     | 142,9      | 0          | 38,88 % | Oktober 2022             |
|             | Struma                                   | Sofia – Pernik – Blagoewgrad – Sandanski – Kulata → nach Thessaloniki                         | 172 km      | 143           | 0         | 29         | 0          | 83,13 % | Februar 2024             |
|             | Mariza                                   | Tschirpan – Dimitrowgrad – Charmanli – Ljubimez – Svilengrad – Kapitan Andreewo → nach Edirne | 117 km      | 117           | 0         | 0          | 0          | 100 %   | in Betrieb seit 2015     |
|             | Tscherno More (bulg. für Schwarzes Meer) | Warna – Obsor – Sonnenstrand – Nessebar – Burgas                                              | 103 km      | 8             | 0         | 0          | 95         | 7,77 %  | Dezember 2010            |
|             | Europa                                   | Sofia – Sliwniza – Dragoman – Kalotina (serbische Grenze) → nach Niš                          | 64,5 km     | 48            | 16,5      | 0          | 0          | 74,4 %  | April 2023               |
|             | Russe–Weliko Tarnowo                     | Weliko Tarnowo – Bjala – Russe – (rumänische Grenze) → Nach Giurgiu                           | 133 km      | 0             | 0         | 0          | 133        | 0 %     | Baubeginn Dezember 2023  |
|             | Widin–Montana – Botewgrad                | Nach Calafat ← (rumänische Grenze) – Widin – Montana – Wraza – Botewgrad                      | 98,4 km     | 14            | 59        | 0          | 25,4       | 14,23 % | 6. März 2024             |
| Gesamtlänge | Gesamtlänge                              | Gesamtlänge                                                                                   | 1474,9 km   | 856 km        | 193,6 km  | 168,6 km   | 253,4 km   | 58,01 % |                          |